# Proprioseiopsis farallonicus
Proprioseiopsis farallonicus är en spindeldjursart som först beskrevs av Moraes och Mesa 1991.  Proprioseiopsis farallonicus ingår i släktet Proprioseiopsis och familjen Phytoseiidae. Inga underarter finns listade i Catalogue of Life.